# En flicka för mej
En flicka för mej är en svensk dramafilm från 1943 i regi av Börje Larsson.

## Om filmen
Filmen premiärvisades 25 augusti 1943 på biograf Saga i Stockholm. Den spelades in vid Europa Studio i Sundbyberg med exteriörer från Söderköping av Harald Berglund. För filmens koreografi svarade Carl-Gustaf Kruuse af Verchou som utöver filmens skådespelare även engagerat medlemmar ut Operabaletten.  

## Roller i urval
- Sickan Carlsson - Vera Lanner, revyskådespelerska
- Karl-Arne Holmsten - Klas Ekengren, tillförordnad borgmästare
- Max Hansen - Ambrosius Jensen, teaterdirektör
- Gull Natorp - Alma Ekengren, Klas mor, borgmästarinna
- Hilda Borgström - tant Louise
- Kerstin Lindahl - Marianne Lundström
- Eric Gustafsson - generalkonsul Hedlund
- Bror Bügler - advokat Halmblad
- Marianne Löfgren - journalist
- Julia Cæsar - fru Nilsson
- Artur Rolén - fabrikör Nilsson, hennes man
- Willy Peters - Filip Möller, läkare, kamrat till Klas
- Åke Engfeldt - kamrat till Klas
- Magnus Kesster - frisörmästare Johansson
- Ragnar Widestedt - major Blom

## Musik i filmen
- Helan går, instrumental.
- Champagnegalop (Champagnegalopp), kompositör Hans Christian Lumbye, instrumental.
- Solöga (Sommarcroquiser, op. 11, nr 3), kompositör William Seymer, instrumental.
- Sgitti-Baddi-Sgattebiddi-Bopa, kompositör Kai Gullmar, text Domino, sång Sickan Carlsson
- Och i madames boudoir, kompositör Erik Baumann, text Domino, sång Sickan Carlsson
- Kom, kom, kom till smörgåsbordet, kompositör Helge Lindberg efter en bearbetning av Björneborgarnas marsch, text Gösta Stevens, instrumental.
- Vals, piano, op. 64. Nr 1, Dess-dur (Minutvalsen), kompositör Frédéric Chopin, framförs instrumentalt på piano
- Att möta våren, kompositör Kai Gullmar, text Domino, sång Sickan Carlsson
- Höjden av att kunna missförstå, kompositör Erik Baumann, text Domino, sång Sickan Carlsson och en kör
- Den gamla visan om igen, kompositör Kai Gullmar, text Sven Gustafson, sång Max Hansen